# Atletica leggera ai Giochi della XIX Olimpiade - 10000 metri piani

Video della Finale (film ufficiale dei Giochi)

Video della Finale (l'ultimo giro nella cronaca di Paolo Rosi. Immagini in B/N)

I 10000 metri piani hanno fatto parte del programma maschile di atletica leggera ai Giochi della XIX Olimpiade. La competizione si è svolta il 13 ottobre 1968 allo Stadio Olimpico Universitario di Città del Messico.

## L'eccellenza mondiale
| Campione olimpico 1964 | 28'24"4      | Billy Mills   | 4° ai Trials |
| Primatista mondiale    | 27'39"4 1965 | Ronald Clarke | Presente     |
| Campione europeo 1966  | 28'26"0      | Jürgen Haase  | Presente     |
| Primatista stagionale  | 27'49"4      | Ronald Clarke | Presente     |

## Risultati

### Finale
Stadio Olimpico Universitario, domenica 13 ottobre.

Finale diretta con 37 partenti.
È il giorno in cui ci si aspetta che l'australiano Clarke, primatista mondiale, riceva la sua consacrazione. Invece la gara ha un altro andamento: sia Clarke sia il campione europeo Haase, i due "predestinati" alla vigilia, affondano, vittime dell'altitudine. La gara sorride invece agli atleti africani. Vince il keniota Temu (già campione delle 6 miglia ai Giochi del Commonwealth del 1966) in volata sull'etiope Mamo Wolde. Clarke si classifica sesto, staccato di 17 secondi. Haase è addirittura 15°, distanziato di 57 secondi.
| Pos.    | Atleta               | Età | Nazione          | Tempo ufficiale | Tempo elettrico |
| ------- | -------------------- | --- | ---------------- | --------------- | --------------- |
| Oro     | Naftali Temu         | 23  | Kenya            | 29'27"4         | 29'27"40        |
| Argento | Mamo Wolde           | 36  | Etiopia          | 29'28"0         | 29'27"75        |
| Bronzo  | Mohamed Gammoudi     | 30  | Tunisia          | 29'34"2         | NR              |
| 4       | Juan Maximo Martínez | 21  | Messico          | 29'35"0         | NR              |
| 5       | Nikolaj Sviridov     | 30  | Unione Sovietica | 29'43"2         | NR              |
| 6       | Ron Clarke           | 31  | Australia        | 29'44"8         | NR              |
| 7       | Ron Hill             | 30  | Gran Bretagna    | 29'53"2         | NR              |
| 8       | Wohib Masresha       | 22  | Etiopia          | 29'57"0         | NR              |
| 9       | Nedeljko Farčić      | 27  | Jugoslavia       | 30'01"2         | NR              |
| 10      | Álvaro Mejía         | 28  | Colombia         | 30'10"6         | NR              |
| 11      | Tracy Smith          | 23  | Stati Uniti      | 30'14"6         | NR              |
| 12      | Rex Maddaford        | 21  | Nuova Zelanda    | 30'17"2         | NR              |
| 13      | Mike Tagg            | 21  | Gran Bretagna    | 30'18"0         | NR              |
| 14      | Fikru Deguefu        | 31  | Etiopia          | 30'19"4         | NR              |
| 15      | Jürgen Haase         | 23  | Germania Est     | 30'24"2         | NR              |
| 16      | Tom Laris            | 28  | Stati Uniti      | 30'26"2         | NR              |
| 18      | Leonid Mykytenko     | 24  | Unione Sovietica | 30'46"0         | NR              |
| 19      | Manfred Letzerich    | 26  | Germania Ovest   | 30'48"6         | NR              |
| 20      | Tsugumichi Suzuki    | 22  | Giappone         | 30'52"0         | NR              |
| 21      | János Szerényi       | 30  | Ungheria         | 30'53"6         | NR              |
| 22      | Mustafa Musa         | 21  | Uganda           | 30'54"2         | NR              |
| 23      | Lajos Mecser         | 26  | Ungheria         | 30'54"8         | NR              |
| 24      | Lutz Philipp         | 27  | Germania Ovest   | 30'57"0         | NR              |
| 25      | Vjačeslav Alanov     | 28  | Unione Sovietica | 31'01"0         | NR              |
| 26      | Dave Ellis           | 31  | Canada           | 31'06"6         | NR              |
| 27      | Jim Hogan            | 35  | Gran Bretagna    | 31'18"6         | NR              |
| 28      | Keisuke Sawaki       | 24  | Giappone         | 31'25"2         | NR              |
| 29      | Van Nelson           | 22  | Stati Uniti      | 31'40"2         | NR              |
| 30      | György Kiss          | 32  | Ungheria         | 32'03"2         | NR              |
| 31      | Rafael Pérez         | 22  | Costa Rica       | 32'14"6         | NR              |
| 32      | Benjamin Silva-Netto | 29  | Filippine        | 32'35"2         | NR              |
| -       | Kipchoge Keino       | 28  | Kenya            | Rit.            | Rit.            |
| -       | Rodolfo Erazo        | 22  | Honduras         | Rit.            | Rit.            |
| -       | Evan Maguire         | 26  | Nuova Zelanda    | Rit.            | Rit.            |
| -       | Alifu Massaquoi      | 31  | Sierra Leone     | Rit.            | Rit.            |
| -       | Willy Polleunis      | 20  | Belgio           | Rit.            | Rit.            |
| -       | Edward Stawiarz      | 28  | Polonia          | Rit.            | Rit.            |

Naftali Temu vince il primo oro olimpico per il Kenya, nazione indipendente dal 1963.